# Петторано-суль-Джиціо
Петторано-суль-Джиціо (італ. Pettorano sul Gizio) — муніципалітет в Італії, у регіоні Абруццо,  провінція Л'Аквіла.
Петторано-суль-Джиціо розташоване на відстані близько 125 км на схід від Рима, 65 км на південний схід від Л'Акуїли.
Населення — 1386 осіб (2014).
Щорічний фестиваль відбувається 13 липня. Покровитель — Santa Margherita.

## Демографія
Населення за роками:

Станом на 1 січня 2023 року в муніципалітеті офіційно проживали 102 іноземці з 18 країн, серед них 29 громадян країн Євросоюзу та 4 громадяни України.

## Сусідні муніципалітети
- Кансано
- Інтродаккуа
- Пескокостанцо
- Рокка-Пія
- Сканно
- Сульмона